# Ceuthophilus longipes
Ceuthophilus longipes är en insektsart som beskrevs av Andrew Nelson Caudell 1924. Ceuthophilus longipes ingår i släktet Ceuthophilus och familjen grottvårtbitare. Inga underarter finns listade i Catalogue of Life.